# Secundaire geslachtskenmerken
Secundaire geslachtskenmerken zijn lichamelijke kenmerken die zich pas ontwikkelen in de puberteit. De lichamelijke veranderingen, zoals de amboseksuele beharing, de ontwikkeling van lichaamsdelen en het vervormen van het lichaam verschillen naargelang het geslacht. 
Kenmerkend voor beide geslachten is de ontwikkeling van het okselhaar (pubonche) en de transformatie van het vellushaar van de onderbenen en onderarmen tot donkerdere stuggere beharing (arm- en beenhaar).
Typerend voor vrouwen:
- driehoekige beharing van de schaamstreek (pubarche)
- beharing in de oksels
- beharing van benen
- borstontwikkeling
- uitzetting van het bekken
- lichte uitgroei van de uitwendige geslachtsorganen (schaamlippen)

Typerend voor mannen:

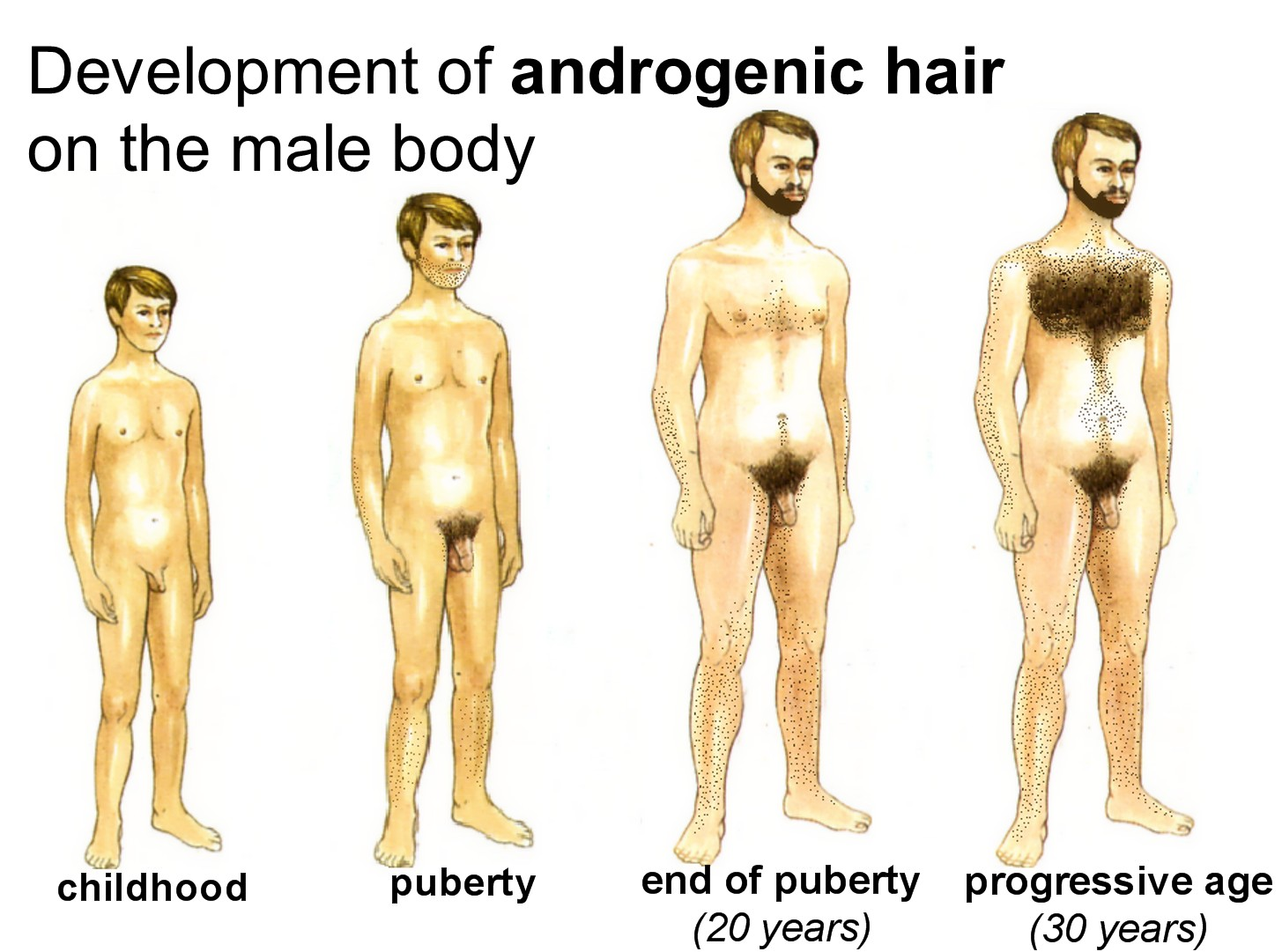
Ontwikkeling van lichaamsbeharing bij de man

- ruitvormige pubisbeharing (pubarche)
- gezichtsbeharing (baard en snor)
- beharing van de oksels
- beharing van onderbenen en een deel van de bovenbenen
- beharing mogelijk van borststreek, buik, rug, schouders
- verhoogde spierontwikkeling ten gevolge van gestegen testosteron-gehalte
- vergroten van de uitwendige geslachtsorganen (penis en balzak (scrotum))
- verlaging van de stem door de groei van de adamsappel